# ماورو سافاستانو
ماورو سافاستانو (بالهولندية: Mauro Savastano) (16 أبريل 1997 بزاندام في هولندا - ) هو لاعب كرة قدم هولندي في مركز الدفاع. شارك مع منتخب هولندا تحت 17 سنة لكرة القدم. أما مع النوادي، فقد لعب مع شباب أياكس.

## وصلات خارجية
- ماورو سافاستانو على موقع قاعدة بيانات كرة القدم.إي يو (الإنجليزية)
- ماورو سافاستانو على موقع Soccerway.com (الإنجليزية)